# Arthur Wellesley, IV duca di Wellington
Arthur Charles Wellesley, IV duca di Wellington (Londra, 15 marzo 1849 – Basingstoke, 18 giugno 1934), è stato un nobile e militare inglese.

## Biografia

### I primi anni
Wellesley nacque nel 1849, figlio secondogenito del maggiore generale Lord Charles Wellesley e di Augusta Sophia Anne Pierrepont. I nonni paterni di Arthur includevano il famoso Arthur Wellesley, I duca di Wellington, Catherine Pakenham e, per parte di madre, Henry Pierrepont, Lady Sophia Cecil. Tra il 1861 ed il 1866 egli venne educato ad Eton. Dopo essersi diplomato, Wellesley decise di intraprendere la carriera militare e prestò servizio nelle Grenadier Guards, il più antico reggimento della divisione della Guardia. La Guardia era inoltre uno dei cinque reggimenti che costituivano la Household Division, ovvero l'élite militare che provvedeva direttamente alla sicurezza del monarca inglese. Essere prescelti a membri della Household Division era un grande onore, e come tale anche Arthur ricevette due ranghi militari, uno come membro della Household Division ed un secondo, più alto, come membro delle forze armate. Wellesley ricevette nello specifico il rango di alfiere nel suo reggimento e quello di tenente nel British Army, il 13 giugno 1868. Successivamente, quando nel proprio reggimento otterrà il grado di tenente, verrà nominato capitano del British Army il 15 febbraio 1871. Il 24 ottobre 1872, egli sposò Kathleen Emily Bulkeley-Williams, figlia del capitano Robert Griffith Williams (fratello di Sir Richard Bulkeley Williams-Bulkeley, X baronetto) e di sua moglie Mary Anne Geale (figlia di Pears Geale, di Dublino).

### La carriera
Attraverso la sua carriera, Wellesley non conobbe azioni di guerra in cui fosse impegnato: i suoi incarichi furono prevalentemente cerimoniali come parte della Household Guard. Egli ricevette il rango di capitano e di conseguenza quello di tenente colonnello del British Army il 5 aprile 1879. Il 1º agosto 1887 Wellesley ricevette il rango di maggiore nel suo reggimento e quello di colonnello nell'esercito britannico.
L'8 giugno 1900 suo fratello Henry morì senza eredi e come tale egli gli succedette nei titoli paterni di Duca di Wellington, Principe di Waterloo, Duca di Ciudad Rodrigo e Duque da Vitória. Egli ereditò anche le abitazioni londinesi di Apsley House e Stratfield Saye House, oltre a 19.000 ettari di terra concessi al primo duca per i suoi servizi militari.
Dal 1900 sino al 1934 Wellesley fu membro della Camera dei Lords per il partito conservatore. Egli fu anche membro del Marlborough Club.
Il 2 maggio 1902 venne investito della Gran Croce dell'Ordine Reale Vittoriano e cavaliere dell'Ordine della Giarrettiera l'8 agosto di quello stesso anno, concessegli entrambe da re Edoardo VII. Contemporaneamente egli ottenne la decorazione spagnola della gran croce dell'Ordine di Carlo III e quella portoghese della gran croce dell'Ordine della Torre e della Spada. La duchessa morì il 24 giugno 1927 ad Apsley House e venne sepolta il 28 giugno successivo a Stratfield Saye. Wellesley morì ad Ewhurst Park, Basingstoke, nell'Hampshire, e venne sepolto tre giorni dopo a Stratfield Saye House, Basingstoke, nell'Hampshire, antica casa dei duchi di Wellington. Suo figlio, Arthur Charles, gli succedette nei titoli e nelle proprietà di famiglia.

## Matrimonio e figli
Arthur e sua moglie ebbero sei figli:
- Lady Evelyn Kathleen Wellesley[8] (30 luglio 1873 – 19 gennaio 1922) sposò Robert James,[9] ed ebbe un figlio.
- Arthur Wellesley, V duca di Wellington (9 giugno 1876 – 11 dicembre 1941)
- Lord Richard Wellesley (30 settembre 1879 – 29 ottobre 1914)
- Gerald Wellesley, VII duca di Wellington (21 agosto 1885 – 4 gennaio 1972)
- Lady Eileen Wellesley (13 febbraio 1887 – 31 ottobre 1952)
- Lord George Wellesley (29 luglio 1889 – 31 luglio 1967)[2][4]

## Ascendenza
|                                         |                                     |                                        | Genitori                                   |  |  | Nonni |  |  | Bisnonni                             |  |  | Trisnonni                           |  |
|                                         |                                     |                                        |                                            |  |  |       |  |  | Garret Wesley, I conte di Mornington |  |  | Richard Wesley, I barone Mornington |  |
|                                         |                                     |                                        |                                            |  |  |       |  |  | Garret Wesley, I conte di Mornington |  |  | Richard Wesley, I barone Mornington |  |
|                                         |                                     | Elizabeth Sale                         |                                            |  |  |       |  |  | Garret Wesley, I conte di Mornington |  |  |                                     |  |
| Arthur Wellesley, I duca di Wellington  |                                     |                                        |                                            |  |  |       |  |  | Garret Wesley, I conte di Mornington |  |  |                                     |  |
|                                         |                                     | Anne Hill-Trevor                       | Arthur Hill-Trevor, I visconte Dungannon   |  |  |       |  |  |                                      |  |  |                                     |  |
|                                         |                                     | Anne Hill-Trevor                       | Arthur Hill-Trevor, I visconte Dungannon   |  |  |       |  |  |                                      |  |  |                                     |  |
|                                         |                                     | Anne Hill-Trevor                       | Anne Stafford                              |  |  |       |  |  |                                      |  |  |                                     |  |
| Charles Wellesley                       |                                     | Anne Hill-Trevor                       |                                            |  |  |       |  |  |                                      |  |  |                                     |  |
|                                         |                                     | Edward Pakenham, II barone di Longford | Thomas Pakenham, I barone di Longford      |  |  |       |  |  |                                      |  |  |                                     |  |
|                                         |                                     | Edward Pakenham, II barone di Longford | Thomas Pakenham, I barone di Longford      |  |  |       |  |  |                                      |  |  |                                     |  |
|                                         |                                     | Edward Pakenham, II barone di Longford | Elizabeth Pakenham, I contessa di Longford |  |  |       |  |  |                                      |  |  |                                     |  |
| Catherine Pakenham                      |                                     | Edward Pakenham, II barone di Longford |                                            |  |  |       |  |  |                                      |  |  |                                     |  |
|                                         |                                     | Catherine Rowley                       | Hercules Langford Rowley                   |  |  |       |  |  |                                      |  |  |                                     |  |
|                                         |                                     | Catherine Rowley                       | Hercules Langford Rowley                   |  |  |       |  |  |                                      |  |  |                                     |  |
|                                         |                                     | Catherine Rowley                       | Elizabeth Ormsby Upton                     |  |  |       |  |  |                                      |  |  |                                     |  |
| Arthur Wellesley, IV duca di Wellington |                                     | Catherine Rowley                       |                                            |  |  |       |  |  |                                      |  |  |                                     |  |
|                                         | Charles Pierrepont, I conte Manvers | Philip Medows                          |                                            |  |  |       |  |  |                                      |  |  |                                     |  |
|                                         | Charles Pierrepont, I conte Manvers | Philip Medows                          |                                            |  |  |       |  |  |                                      |  |  |                                     |  |
|                                         | Charles Pierrepont, I conte Manvers | Frances Pierrepont                     |                                            |  |  |       |  |  |                                      |  |  |                                     |  |
| Henry Pierrepont                        | Charles Pierrepont, I conte Manvers |                                        |                                            |  |  |       |  |  |                                      |  |  |                                     |  |
|                                         |                                     | Anne Orton Mills                       | William Mills                              |  |  |       |  |  |                                      |  |  |                                     |  |
|                                         |                                     | Anne Orton Mills                       | William Mills                              |  |  |       |  |  |                                      |  |  |                                     |  |
|                                         |                                     | Anne Orton Mills                       | …                                          |  |  |       |  |  |                                      |  |  |                                     |  |
| Augusta Pierrepont                      |                                     | Anne Orton Mills                       |                                            |  |  |       |  |  |                                      |  |  |                                     |  |
|                                         |                                     | Henry Cecil, I marchese di Exeter      | Thomas Cecil                               |  |  |       |  |  |                                      |  |  |                                     |  |
|                                         |                                     | Henry Cecil, I marchese di Exeter      | Thomas Cecil                               |  |  |       |  |  |                                      |  |  |                                     |  |
|                                         |                                     | Henry Cecil, I marchese di Exeter      | Charlotte Garnier                          |  |  |       |  |  |                                      |  |  |                                     |  |
| Sophia Cecil                            |                                     | Henry Cecil, I marchese di Exeter      |                                            |  |  |       |  |  |                                      |  |  |                                     |  |
|                                         |                                     | Sarah Hoggins                          | Thomas Hoggins                             |  |  |       |  |  |                                      |  |  |                                     |  |
|                                         |                                     | Sarah Hoggins                          | Thomas Hoggins                             |  |  |       |  |  |                                      |  |  |                                     |  |
|                                         |                                     | Sarah Hoggins                          | Jane Bayley                                |  |  |       |  |  |                                      |  |  |                                     |  |
|                                         |                                     | Sarah Hoggins                          |                                            |  |  |       |  |  |                                      |  |  |                                     |  |